# Lepidoscia chloropetala
Lepidoscia chloropetala är en fjärilsart som beskrevs av Edward Meyrick 1893. Lepidoscia chloropetala ingår i släktet Lepidoscia och familjen säckspinnare. Inga underarter finns listade i Catalogue of Life.